# Новоложниково
Новоложниково — село в Кыштовском районе Новосибирской области. Административный центр Новочекинского сельсовета.

## География
Площадь села — 40 гектаров.

## Население
| 2002 | 2007 | 2010 |
| ---- | ---- | ---- |
| 217  | ↘173 | ↘133 |

## Инфраструктура
В селе по данным на 2007 год функционирует 1 учреждение образования.